# Sipadan
Sipadan is een tropisch oceaaneiland ten oosten van Tawau in Maleisië gelegen in de Celebeszee samen met Pulau Mabul en Pulau Kapalai in de deelstaat Sabah. Het gaat om een koraaleiland bovenop een uitgedoofde vulkaan. Door de overgang tussen koraalriffen en de oceaan met diepten tussen 600 en 1200 meter is de zee er rijk aan soorten. Hierdoor en door de prachtige (maar kleine) zandstranden is het eiland geliefd bij duikers. Het eiland is bereikbaar per boot vanaf Semporna, Mabul en Kapalai.

## Territoriaal conflict
In het verleden was het eiland de spil in een territoriaal conflict tussen Maleisië en Indonesië. Uiteindelijk werd de zaak voorgedragen aan het Internationaal Gerechtshof, dat eind 2002 de eilanden Sipadan en Ligitan aan Maleisië toekende, op basis van de laatste feitelijke bezetting van het eiland.

## Natuur en recreatie
Het eiland is een vogelreservaat en wordt beheerd door het Wildlife Department van Sabah.
Het is een ideale duikbestemming vanwege de koraalriffen. Er zijn vele soorten vissen, schildpadden en koraal. Een speciale attractie van Sipadan zijn de zeeschildpadden die hier worden beschermd en de witpuntrifhaaien. Er zijn duikplaatsen zoals Barracuda Point, Coral Gardens, Turtle Patch en Staghorn Crest.
In 1989 filmde Jacques-Yves Cousteau er de bekroonde natuurdocumentaire Le Spectre de la tortue.
In 2004 werd, teneinde de natuur te beschermen, besloten om alle duikscholen en verblijven van Sipadan te sluiten en deze te verplaatsen naar andere eilanden of het vasteland in de omgeving. Duiken vindt nog steeds plaats, het aantal duikers is echter gelimiteerd tot 100 per dag. Het eiland wordt streng bewaakt door Maleise militairen.